# دیپلماسی زیارت
دیپلماسی زیارت یا دیپلماسی درگاه یا دیپلماسی ترحیم یا دیپلماسی مسجد اصطلاحی است در علوم سیاسی و روابط بین‌الملل که برای توصیف دیدارهای غیررسمی مقامات رسمی کشورهایی که با یکدیگر روابط سیاسی سردی دارند به کار می‌رود.

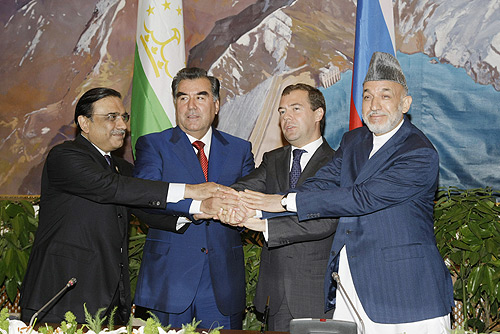
Zardari with امامعلی رحمان، دمیتری مدودف and حامد کرزی

نظر به اینکه سفر مقامات هند و پاکستان به کشورهای یکدیگر تبعات داخلی مهمی برجای می‌گذارد در نتیجه تاکنون سفر رسمی مقامات به ندرت و به سختی میان دو کشور انجام می‌گرفت اما مقامات پاکستان با استفاده از فرصت حج و زیارت درگاه شریف می‌توانند بدون دعوت رسمی به هند سفر کنند. در تاریخ ۱۸/۱/۹۱ رئیس جمهور پاکستان برای زیارت آرامگاه "خواجه معین‌الدین چشتی" عازم درگاه "اجمیر شریف" یکی از زیارتگاه‌های مهم کشور هند شد. این شیوه سفر را بی‌نظیر بوتو پایه‌گذاری نمود.
اگرچه آصف‌علی زرداری با هدف زیارت اجمیر شریف راهی هند شده‌است اما با "منموهن سینگ" نخست وزیر هند نیز ملاقات و در نهار رسمی با مقامات سیاسی و امنیتی مذاکراتی داشت. که از آن با نام دیپلماسی زیارت یا دیپلماسی درگاه یاد می‌شود. پیشتر نیز مقامات ایرانی تحت عنوان زیارت مکه و کربلا دیدارهای محرمانه‌ای با مقامات سعودی و عراق برگزار می‌کردند. اصطلاحات دیپلماسی ترحیم و دیپلماسی مسجد نیز اخیراً رایج شده‌است.